# Resolutie 1589 Veiligheidsraad Verenigde Naties
Resolutie 1589 van de Veiligheidsraad van de Verenigde Naties werd op 24 maart 2005 unaniem aangenomen door de VN-Veiligheidsraad, en verlengde de veiligheidsbijstandsmissie in Afghanistan met een jaar.

## Achtergrond
In 1979 werd Afghanistan bezet door de Sovjet-Unie, die vervolgens werd bestreden door Afghaanse krijgsheren. Toen de Sovjets zich in 1988 terugtrokken raakten ze echter slaags met elkaar. In het begin van de jaren 1990 kwamen ook de Taliban op. In september 1996 namen die de hoofdstad Kabul in. Tegen het einde van het decennium hadden ze het grootste deel van het land onder controle en riepen ze een streng islamitische staat uit.
In 2001 verklaarden de Verenigde Staten met bondgenoten hun de oorlog en moesten ze zich terugtrekken, waarna een interim-regering werd opgericht. Die stond onder leiding van Hamid Karzai die in 2004 tot president werd verkozen.

## Inhoud

### Waarnemingen
Op 9 oktober 2004 waren met succes presidentsverkiezingen gehouden in Afghanistan. Er moest echter dringend iets gedaan worden aan de drugshandel, de veiligheidssituatie, de terreurdreiging, ontwapening van milities, de ontbinding van gewapende groepen, de voorbereiding van parlementsverkiezingen, de ontwikkeling van overheidsinstellingen, de hervorming van justitie, de promotie van de mensenrechten en economische- en sociale ontwikkeling.

### Handelingen
De Veiligheidsraad besliste het mandaat van de UNAMA-bijstandmissie in Afghanistan met twaalf maanden te verlengen.
Het was van belang dat geloofwaardige parlements-, provinciale- en districtsverkiezingen plaatsvonden, en de lidstaten werden opgeroepen daaraan bij te dragen.
Er werd ook vooruitgang gemaakt met de ontwapening, demobilisatie en herintegratie en de Afghaanse overheid werd opgeroepen dit proces tegen juni 2006 te volbrengen, en verder ook de illegale gewapende groepen te ontwapenen, de munitievoorraden te vernietigen en actie te ondernemen tegen de drugshandel.
Voorts werden ook de ontwikkeling van het Afghaanse leger en politie verwelkomd. Die moesten gaan zorgen voor de veiligheid en de ordehandhaving van het land.

## Verwante resoluties
- Resolutie 1536 Veiligheidsraad Verenigde Naties (2004)
- Resolutie 1563 Veiligheidsraad Verenigde Naties (2004)
- Resolutie 1623 Veiligheidsraad Verenigde Naties
- Resolutie 1659 Veiligheidsraad Verenigde Naties (2006)

Lijst ·  1581 ·  1582 ·  1583 ·  1584 ·  1585 ·  1586 ·  1587 ·  1588 ·  1589 ·  1590 ·  1591 ·  1592 ·  1593 ·  1594 ·  1595 ·  1596 ·  1597 ·  1598 ·  1599 ·  1600 ·  1601 ·  1602 ·  1603 ·  1604 ·  1605 ·  1606 ·  1607 ·  1608 ·  1609 ·  1610 ·  1611 ·  1612 ·  1613 ·  1614 ·  1615 ·  1616 ·  1617 ·  1618 ·  1619 ·  1620 ·  1621 ·  1622 ·  1623 ·  1624 ·  1625 ·  1626 ·  1627 ·  1628 ·  1629 ·  1630 ·  1631 ·  1632 ·  1633 ·  1634 ·  1635 ·  1636 ·  1637 ·  1638 ·  1639 ·  1640 ·  1641 ·  1642 ·  1643 ·  1644 ·  1645 ·  1646 ·  1647 ·  1648 ·  1649 ·  1650 ·  1651